# Larry Coryell

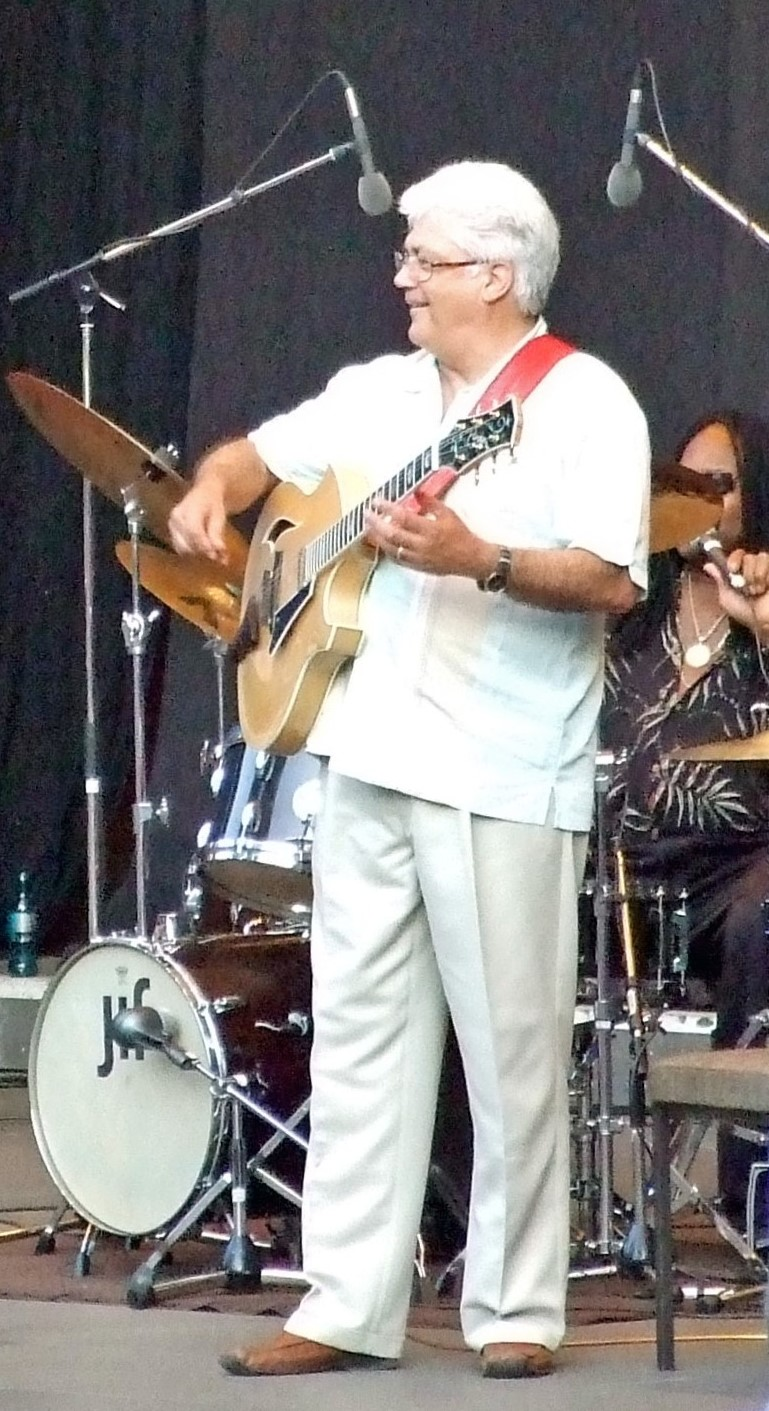
Larry Coryell bei Jazz im Palmengarten, Frankfurt am Main (2009)

Larry Coryell (* 2. April 1943 in Galveston, Texas; † 19. Februar 2017 in New York) war ein US-amerikanischer Jazzgitarrist. Nach Allmusic gehört er zu den Pionieren des Jazzrock. Nach Reclams Jazzlexikon gebührt ihm das Verdienst, in den 1960er und 1970er Jahren der Jazzgitarre neue Dimensionen erschlossen zu haben.

## Leben
Coryell hatte um 1965 erste Auftritte in Seattle in der Band The Individuals um den Schlagzeuger/Klarinettisten Chuck Mahaffay, der auch die Bassistin/Sängerin Tammy Burdett angehörte. Nach dem Studium zog Coryell nach New York und wurde als Nachfolger von Gábor Szabó Mitglied im Chico Hamilton Quintett. In den folgenden Jahren spielte er in der Gruppe von Gary Burton, bei Herbie Mann und der mit dem Saxophonisten Jim Pepper gegründeten frühen Jazzrock-Band The Free Spirits. Nach einem ersten Zusammenspiel mit John McLaughlin und Miroslav Vitouš war er Mitglied von Wolfgang Dauners Etcetera (Knirsch, 1972) und gründete 1973 seine Gruppe The Eleventh House. Sein damaliges Spiel beeinflusste beispielsweise Volker Kriegel. Den Höhepunkt seiner Popularität erlebte er mit dieser Band, die bis 1975 bestand und zu der Musiker wie Randy Brecker und Alphonse Mouzon gehörten.
Die nächsten zehn Jahre spielte er vorwiegend akustische Gitarre, meist der Marke Ovation, beispielsweise im Duo mit Philip Catherine, mit dem er auch an Aufnahmen von Charles Mingus teilnahm. Beide haben auch ein Album (Young Django, 1979) gemeinsam mit Stéphane Grappelli und Niels-Henning Ørsted Pedersen aufgenommen. Als Solist überzeugte er mit Standing Ovation. Mit John McLaughlin und dem Flamencogitarristen Paco de Lucía bildete er 1979 ein Trio, das in Europa auf Tour war (Videoaufnahme aus der Royal Albert Hall in London unter dem Titel Meeting of Spirits), bevor er wegen Drogenproblemen ausschied und durch Al Di Meola, der bereits als Jugendlicher von Coryell zum Jazz inspiriert worden war, ersetzt wurde.
Seit den 1980er Jahren spielte Coryell wieder hauptsächlich E-Gitarre. Er war an Gitarrentrios mit Badi Assad und John Abercrombie sowie mit Al Di Meola und Biréli Lagrène beteiligt und hat auch mit Elios Ferré zusammengespielt. Zuletzt arbeitete er im Projekt Night of Jazz Guitars mit den deutschen Gitarristen  Andreas Dombert, Paulo Morello und Helmut Kagerer zusammen. Er lebte zuletzt in Kissimmee, Florida.
Coryell starb 73-jährig in einem Hotel in New York City an Herzversagen.

## Privates
1968 heiratete er die Autorin und Schauspielerin Julie Nathanson. Er hat zwei Kinder mit ihr. Sie sang gelegentlich auf seinen Platten. 1985 trennte sich das Paar.

## Auswahldiskographie
- Larry Coryell: Coryell (1969)
- Spaces (1969)

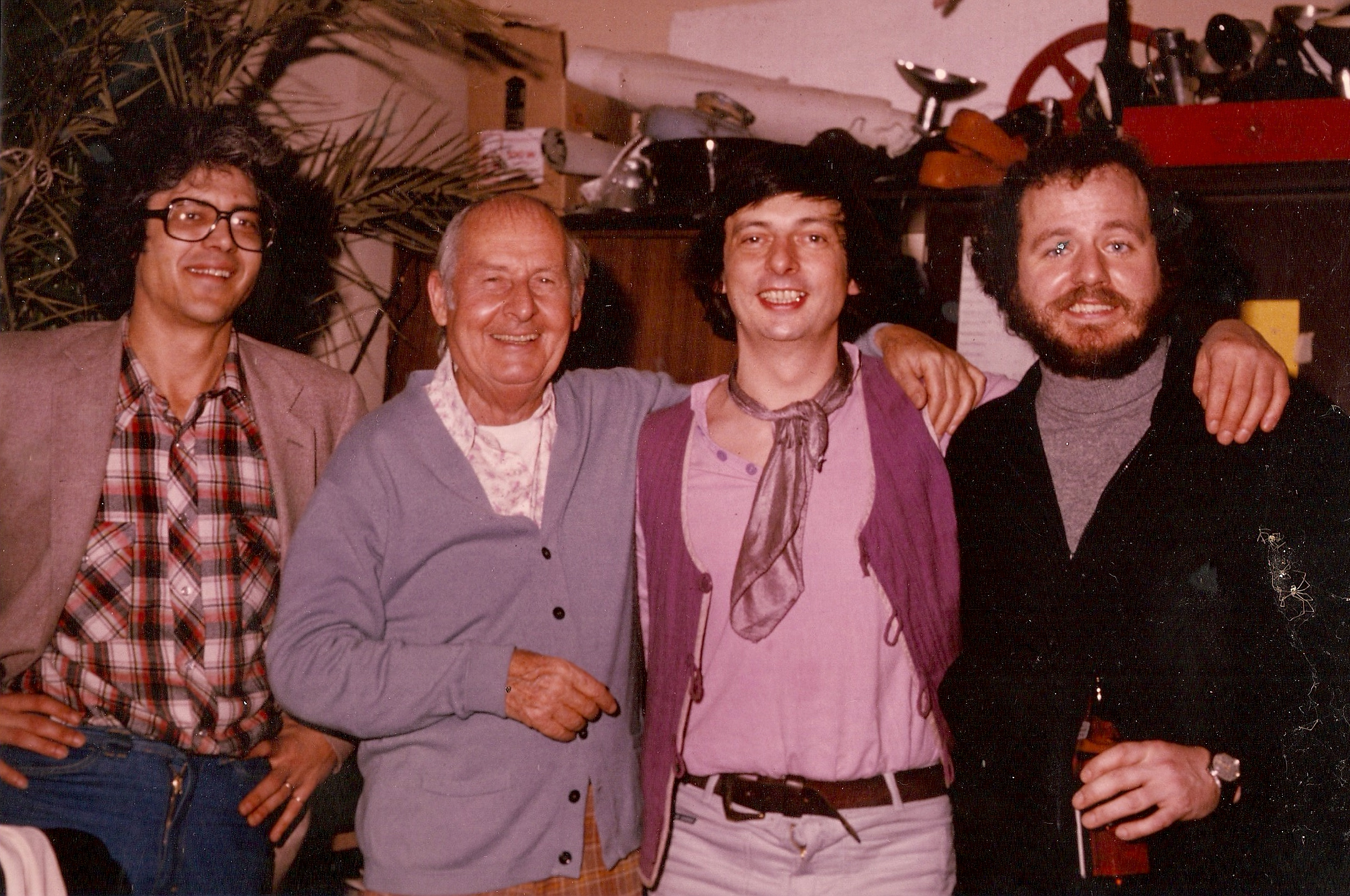
Coryell mit Stéphane Grappelli, Philip Catherine und Niels-Henning Ørsted Pedersen (von links nach rechts)

- At the Village Gate (mit Mervin Bronson, Harry Wilkinson, Julie Coryell, 1971)
- The Real Great Escape (1973)
- Introducing Eleventh House (1974)
- The Restful Mind (mit Ralph Towner, Glen Moore und Collin Walcott, 1975)
- Charles Mingus: Three or Four Shades of Blue (1977)
- Standing Ovation (1978)
- Young Django (1979)
- Coryell, Scofield, Beck: Tributaries (1979)
- Igor Stravinsky: Le Sacre du Printemps (1983)
- Moonlight Whispers (mit Ronu Majumdar, Keyvan Chemirani, Abhijit Banerjee, 2001)
- Coryell, Dombert, Morello, Kagerer: Night of Jazz Guitars (2011)
- Live in Europe 2004 Vol. 1, 2 (2015)
- Barefoot Man: Sanpaku (2016)
- Seven Secrets (als Larry Coryell's 11th House) (2016)
- Larry Coryell & Philip Catherine: Jazz at Berlin Philharmonic XI: The Last Call (ACT, 2017, ed. 2021)
- Tricycles (2003, ed. 2021)[7]

## Lexigraphische Einträge
- Leonard Feather, Ira Gitler: The Biographical Encyclopedia of Jazz. Oxford University Press, New York 1999, ISBN 0-19-532000-X.
- Wolf Kampmann (Hrsg.), unter Mitarbeit von Ekkehard Jost: Reclams Jazzlexikon. Reclam, Stuttgart 2003, ISBN 3-15-010528-5.